# یک روز (فیلم)
یک روز (انگلیسی: A Day; کره‌ای: 하루) یک فیلم دلهره‌آور معمایی سال ۲۰۱۷ کره جنوبی با بازی کیم میونگ-مین و بیون یو-هان است.

## بازیگران
- کیم میونگ-مین در نقش کیم جون یونگ
- بیون یو-هان در نقش لی مین چول
- یو جه-میونگ در نقش کانگ شیک
- جو اون هیونگ در نقش اون جونگ
- شین هه سون در نقش می کیونگ
- ایم جی کیو در نقش یونگ سون